# Urophora solstitialis
Urophora solstitialis är en tvåvingeart som först beskrevs av Carl von Linné 1758.  Urophora solstitialis ingår i släktet Urophora och familjen borrflugor. Arten är reproducerande i Sverige. Inga underarter finns listade i Catalogue of Life.